# Acantiza-castanha

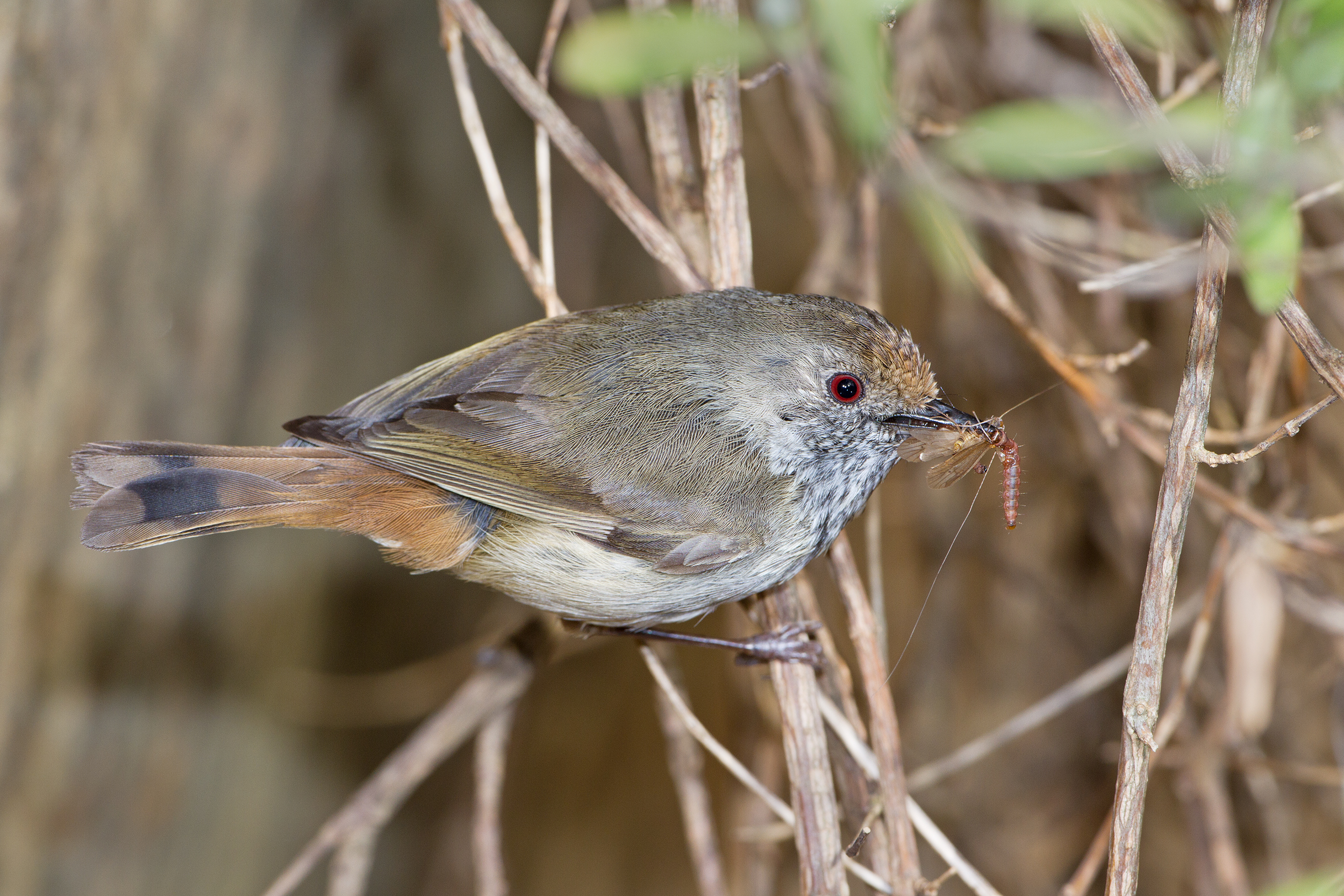
Acantiza-castanha

A acantiza-castanha ou acantiza-pequena (Acanthiza pusilla) é uma ave passeriforme geralmente encontrada no leste e sudeste da Austrália, incluindo a Tasmânia. Pode crescer até 10 cm (3.9 in) comprimento, e se alimenta de insetos. É marrom, cinza e branco. A espécie tem cinco subespécies.